# Eliahu Asheri
Eliahu Asheri (Itamar, 2 febbraio 1988 – Ramallah, 25 giugno 2006) è stato uno studente israeliano residente nella colonia ebraica di Yeshuv Itamar rapito e ucciso dai Comitati Popolari di Resistenza palestinesi, alcune ore dopo il rapimento del caporale dell'IDF Gilad Shalit.

## Biografia
Il ragazzo era stato rapito mentre faceva l'autostop per tornare a casa da Gerusalemme, sulla strada che collega i villaggi di Beitar Illit e Neveh Tzuf, pochi chilometri a nordovest di Ramallah. Il 28 giugno il gruppo terroristico ha minacciato di ucciderlo se Israele non avesse sospeso l'operazione militare nella Striscia di Gaza (Operazione Piogge Estive); lo sconfinamento israeliano era una risposta al rapimento del caporale Shalit (e ad altri attentati palestinesi che causarono decine di vittime tra i civili israeliani precedentemente). Asheri era uno studente della Elisha Yeshiva di Neveh Tzuf, una scuola religiosa ebraica frequentata dagli studenti in attesa di intraprendere il servizio militare.
Al momento del rapimento Abu Abir, portavoce dei Comitati, affermò che Asheri "è un soldato appartenente a un'accademia pre-militare" e che Israele lo avrebbe visto "macellato di fronte alle telecamere" se non avesse accettato le condizioni. La notizia della sua morte è stata diffusa nelle prime ore del mattino del 29 giugno, proprio a seguito dell'entrata degli israeliani a Gaza. Il suo corpo è stato ritrovato in una zona isolata poco fuori dalla città di Ramallah, in una vettura abbandonata. Il giovane era stato ucciso con un colpo di fucile alla testa, e una prima analisi del corpo ha suggerito che Asheri è morto non meno di tre giorni prima del ritrovamento, vale a dire lo stesso giorno in cui è stato rapito.
Il recupero del cadavere sembra sia stato possibile grazie alle informazioni ottenute dall'assassino, che è stato trovato e arrestato dall'esercito israeliano la mattina stessa del ritrovamento. Nelle prime ore del 4 luglio 2006, decine di soldati israeliani e circa 30 jeep militari mossero all'interno della città di Ramallah per catturare tre terroristi coinvolti nel rapimento e nell'uccisione di Asheri: i militanti trovarono rifugio all'interno di una stazione della polizia palestinese, che le forze IDF circondarono completamente. Dopo tre ore di attesa e trattative, i militanti si arresero e furono identificati nelle persone di Hamza Taktuk, Hiam Qamangi e Bassam Qatiyeh, tutti attivisti delle Brigate dei Martiri di al-Aqsa e membri della Forza Preventiva di Sicurezza Palestinese.
Asheri è sepolto nel cimitero ebraico del Monte degli Ulivi, a Gerusalemme.